# Highlights
Highlights è un video del 1990, pubblicato dalla EMI il 3 dicembre 1990, il cui contenuto sono alcuni brani che i Pet Shop Boys hanno eseguito dal vivo al Wembley Stadium di Londra, Regno Unito, dal 19 al 21 luglio 1989 durante il loro MCMLXXXIX Tour (la loro prima tournée in assoluto). Durante il tour i Pet Shop Boys hanno eseguito i loro primi brani fino ad arrivare ai brani inclusi nel loro album del 1988 Introspective.

## Tracce del video
1. Left to My Own Devices
2. It's Alright
3. So Hard (versione estesa)
4. Being Boring
5. How Can You Expect to Be Taken Seriously?
6. Where the Streets Have No Name/Can't Take My Eyes Off You
7. Jealousy

### Cast
- Pet Shop Boys: Neil Tennant, Chris Lowe
- Ballerini: Casper, Cooley, Hugo Huizar, Tracey Langran, Jill Robertson, Robia LaMorte
- Coristi: Mike Henry, Jay Henry, Carroll Thompson, Juliet Roberts
- Musicisti addizionali: Dominic Clarke (tastiere extra), Danny Cummings (percussioni), Courtney Pine (sassofono)
- Direttore: Derek Jarman (direttore, designer e regista dei filmati che vennero proiettati durante il tour)